# Nichaphat Chatchaipholrat
Nichaphat Chatchaipholrat (tiếng Thái: ณิชาภัทร ฉัตรชัยพลรัตน์, phiên âm: Ni-cha-phát Chát-chai-da-phon-rát, sinh ngày 17 tháng 9 năm 1995) còn có nghệ danh là Pearwah (แพรวา, Phre-va), là một nữ diễn viên, người mẫu và ca sĩ người Thái Lan. Cô được biết đến qua vai Kanompang trong Tuổi nổi loạn (2014–2015), Boyo trong Friend Zone (2018) và Friend Zone 2: Dangerous Area (2020).

## Tiểu sử và học vấn
Nichaphat Chatchaipholrat sinh ngày 17 tháng 9 năm 1995 tại tỉnh Khon Kaen, Thái Lan.
Cô tốt nghiệp Cử nhân ngành Nghệ thuật Truyền thông trường Đại học Bangkok năm 2020.

## Sự nghiệp
Năm 2014, Pearwah tham gia buổi thử giọng Hormones: The Next Gen và lọt vào top 12. Sau đó, Pearwah được chọn vào top 5. Cô ký hợp đồng với công ty quản lý Nadao Bangkok và ra mắt trong Tuổi nổi loạn mùa 2 với vai Kanompang. Cùng năm đó, cô cũng đóng một bộ phim khác tên là ThirTEEN Terrors (Ngôi trường ma ám).
Năm 2015, cô tiếp tục đảm nhận vai Kanompang trong mùa 3 của Tuổi nổi loạn. Cô cũng đóng Stupid Cupid: The Series (Nước mắt Cupid) với vai trò khách mời.
Năm 2016, cô đảm nhận vai Khaiwan trong Lovey Dovey (Yêu người đào hoa).
Bên cạnh vai trò diễn viên, cô còn là một ca sĩ. "Rak Tid Siren" - ca khúc mà cô song ca với Paris Intarakomalyasut - là ca khúc nhạc phim My Ambulance, đã trở thành bài hit lớn thứ 2 tại Thái Lan năm 2019.
Ngày 19 tháng 2 năm 2021, qua một bài đăng trên Facebook, Nadao Bangkok đã thông báo rằng Pearwah sẽ rời Nadao Music và Nadao Bangkok, đồng thời sẽ hoạt động với tư cách là một nữ diễn viên và ca sĩ tự do.
Sau đó, Pearwah đã ký hợp đồng trở thành nghệ sĩ trực thuộc High Cloud Entertainment vào ngày 19 tháng 8 năm 2021 và ra 2 đĩa đơn tên là "จีบป่ะ (Flirt)" vào năm 2021 và "แพ้ว่ะ (Defeated)" vào năm 2022.
Ngày 20 tháng 1 năm 2023, High Cloud Entertainment thông báo rằng Pearwah đã không còn là nghệ sĩ trực thuộc công ty.

## Các phim đã tham gia

### Phim điện ảnh
| Năm  | Tên gốc                | Tên tiếng Việt | Vai    | Ghi chú   |
| ---- | ---------------------- | -------------- | ------ | --------- |
| 2023 | Wish Me Luck           | TBA            | Phraew | Vai chính |
| 2023 | Dead Is All Around     | TBA            | New    | Vai phụ   |
| TBA  | Haunted Universities 3 | TBA            | TBA    | Vai chính |
| TBA  | W                      | TBA            | TBA    | Vai chính |

### Phim truyền hình
| Năm  | Tên gốc                               | Vai                               | Đài                |
| ---- | ------------------------------------- | --------------------------------- | ------------------ |
| 2014 | Hormones: The Series 2                | Phanin "Kanompang" Chaijindachoke | GMM One GTH On Air |
| 2014 | ThirTEEN Terrors                      | Palm                              | GMM 25             |
| 2015 | Stupid Cupid: The Series              | Người bà lúc trẻ                  | GMM 25             |
| 2015 | Hormones: The Series 3                | Phanin "Kanompang" Chaijindachoke | GMM One GTH On Air |
| 2016 | Lovey Dovey                           | Khaiwan                           | GMM One            |
| 2016 | Bang Rak Soi 9/1                      | Yuki                              | GMM One            |
| 2017 | The Cupids Series: Sorn Ruk Kammathep |                                   | CH3                |
| 2017 | The Cupids Series: Kammathep Sorn Kol |                                   | CH3                |
| 2017 | Love Songs Love Series: Sing Khong    | Bam                               | GMM 25             |
| 2018 | Friend Zone                           | Boyo                              | GMM One LINE TV    |
| 2019 | Korn Aroon Ja Roong                   | Aroonchai                         | GMM 25             |
| 2019 | Wolf                                  | Pauline                           | GMM One LINE TV    |
| 2019 | Great Men Academy                     | Orange                            | GMM One LINE TV    |
| 2019 | Bangkok Buddies                       | Vanessa                           | GMM 25             |
| 2019 | The Stranded                          | Mint                              | One 31 Netflix     |
| 2020 | Quarantine Stories                    | Kwang                             | GMM 25             |
| 2020 | Friend Zone 2: Dangerous Area         | Boyo                              | GMM 25             |
| 2022 | P.S. I Hate You                       | Pantiwa Tantiwicha / "Prae"       | GMM 25             |
| 2023 | You Touched My Heart                  | Karaket / "Ket"                   | CH3                |
| 2023 | The Family                            | Namtan                            | GMM One            |
| 2024 | Rak Thuam Thung                       | Marasi Phanphlai / "Sri"          | CH3                |

### TV Show
| Năm  | Tên chương trình                       | Vai trò          | Đài             | Ghi chú        |
| ---- | -------------------------------------- | ---------------- | --------------- | -------------- |
| 2014 | Hormones: The Next Gen                 |                  | GMM One         |                |
| 2015 | Tuen Pai Dhamma                        | Khách mời        |                 | Tập 8          |
| 2015 | High School Reunion                    | Khách mời        | GMM 25          | Tập 56         |
| 2015 | Frozen Hormones                        |                  | GMM One LINE TV |                |
| 2016 | Let's Play Challenge                   | Khách mời        | GMM One         | Tập 15         |
| 2017 | Game of Teens                          | Dẫn chương trình |                 |                |
| 2017 | Termites in the House                  | Khách mời        |                 | Tập 19         |
| 2018 | Preawpak Check-in 2018                 | Khách mời        | CH3             | Tập 34         |
| 2018 | School Rangers                         | Khách mời        | GMM 25          | Tập 25-26      |
| 2018 | Nadao's Vlog                           |                  |                 | Tập 4, 6, 8    |
| 2019 | Arm Share                              | Khách mời        | GMMTV           | Tập 83         |
| 2019 | Ter Chantavit and His Gang             | Khách mời        |                 | Tập 5          |
| 2019 | Add You To My List                     | Khách mời        |                 | Tập 6          |
| 2019 | Guess My Age                           | Khách mời        |                 | Tập 155        |
| 2020 | Share Loma                             | Khách mời        |                 | Tập 54         |
| 2020 | Fun Day                                | Khách mời        | True4U          | Tập 1          |
| 2020 | Superstar Pafin                        | Khách mời        | GMM 25          | Tập 54         |
| 2020 | Two Tigers                             | Khách mời        |                 | Tập 18         |
| 2020 | The Wall Song                          | Khách mời        | Workpoint TV    | Tập 16, 75     |
| 2021 | Fin's Kitchen                          | Khách mời        | GMM 25          | Tập 11         |
| 2021 | If the World Doesn't Have GPS          | Khách mời        |                 | Tập 13         |
| 2021 | You'll See                             | Khách mời        |                 | Tập 5          |
| 2021 | MasterChef Celebrity Thailand Season 2 | Thí sinh         | Channel 7       |                |
| 2022 | Sound Check 2022                       | Khách mời        | GMM One         | Tập 121, 125   |
| 2022 | Daily Show                             | Khách mời        | GMM One         | Tập 129        |
| 2022 | Soul Match                             | Khách mời        |                 | Tập 3          |
| 2022 | Baddy 3 Friends                        | Khách mời        |                 | Tập 6          |
| 2022 | What Is in Your Car?                   | Khách mời        |                 | Tập 7          |
| 2022 | Super Match                            | Khách mời        | GMM One         | Tập 1 (Team B) |
| 2022 | PearPlus Nud Joy Ep. 0                 | Dẫn chương trình | Youtube         |                |
| 2022 | PearPlus Nud Joy                       | Dẫn chương trình | Youtube         |                |
| 2023 | Hungry Tiger Game                      | Khách mời        | GMM One         | Tập 3          |

## Danh sách đĩa nhạc
| Tiêu đề                                                              | Thông tin                                                         | Tham khảo |
| Hợp tác                                                              | Hợp tác                                                           | Hợp tác   |
| -------------------------------------------------------------------- | ----------------------------------------------------------------- | --------- |
| กอดในใจ (One Million Hugs) với Billkin, CAPTAIN, PARIS, JAYLERR,NaNa | - Phát hành: 21 tháng 6 năm 2020 - Hãng: Nadao Music              |           |
| มันดีเลย với Billkin, Peck Palitchoke & PP Krit                        | - Phát hành: 16 tháng 1 năm 2021 - Hãng: Nadao Music              |           |
| Lie với Txrbo                                                        | - Phát hành: 14 tháng 3 năm 2021 - Hãng: High Cloud Entertainment |           |
| Solo                                                                 |                                                                   |           |
| เจอกันก็พัง ห่างกันก็ร้าย (Shhhhh...!)                                      | - Phát hành: 27 tháng 10 năm 2020 - Hãng: Nadao Music             |           |
| ME                                                                   | - Phát hành: 1 tháng 7 năm 2021 - Hãng: High Cloud Entertainment  |           |
| จีบป่ะ (Flirting)                                                      | - Phát hành: 9 tháng 12 năm 2021 - Hãng: High Cloud Entertainment |           |
| แพ้ว่ะ (Defeated)                                                      | - Phát hành: 18 tháng 7 năm 2022 - Hãng: High Cloud Entertainment |           |
| ดีกว่ารักของเธอ                                                         | - Phát hành: 8 tháng 8 năm 2023 - Hãng: Rising Entertainment      |           |

### Nhạc phim
| Tiêu đề                            | Tên phim     | Thông tin                                            | Ghi chú |
| ---------------------------------- | ------------ | ---------------------------------------------------- | ------- |
| รักติดไซเรน (My Ambulance) với PARIS | My Ambulance | - Phát hành: 14 tháng 8 năm 2019 - Hãng: Nadao Music |         |